# 대구장기초등학교
대구장기초등학교(大邱長基初等學校)는 대한민국 대구광역시 달서구에 있는 공립 초등학교이다.

## 연혁
- 1997년 11월 6일 : 대구장기초등학교 설립인가
- 2000년 9월 1일 : 대구장기초등학교 개교 (474명, 14학급 편성)
- 2000년 9월 1일 : 초대 김 기 교장 부임
- 2000년 10월 22일 : 개교기념일
- 2004년 5월 1일 ~ 2005년 2월 28일 : 방과후 교실 정책연구학교(교육인적자원부)
- 2004년 9월 8일 :' 장기 꿈나무 도서관 ' 개관
- 2007년 12월 26일 : 전국 100대 교육과정 우수학교 표창 (2007, 2008 교육감)
- 2007년 12월 26일 : 교내 자율장학활동 우수학교 표창 (2007, 2008 교육감)
- 2007년 12월 26일 : 컨설팅 장학 우수학교 표창 (2007, 2008 교육감)
- 2007년 12월 28일 : 이러닝 운영 활성화 우수학교 표창 (2007 교육감)
- 2008년 12월 24일 : 교실수업개선 우수학교 상장(2008 교육감)
- 2010년 9월 1일 : 제5대 양범호 교장 부임
- 2010년 10월 6일 : 장애인 편의시설 (장애인 손잡이, 점자블록) 설치
- 2010년 11월 4일 : 학교스포츠클럽 육상경기대회 육상부문 여초부 준우승 (2010 교육감)
- 2010년 11월 18일 : 교실수업개선 우수학교 상장 (2010 교육감)
- 2010년 11월 22일 : 주제가 있는 학교특색 경영 상장 (2010 교육감)

## 상징
- 교화 - 장미 : 언제 보아도 향기롭고 아름다운 모습은 장기 어린이의 고운 마음이다.
- 교목 - 은행나무 : 곧고 크게 자라 남에게도 도움을 주는 장기 어린이의 표상이다.

## 참고 자료
- 대구장기초등학교 - 한국교육학술정보원 학교알리미